# Сідар-Репідс (Вісконсин)
Сідар-Репідс (англ. Cedar Rapids) — місто (англ. town) в США, в окрузі Раск штату Вісконсин. Населення — 36 осіб (2020).

## Демографія
Згідно з переписом 2010 року, у місті мешкала 41 особа в 17 домогосподарствах у складі 12 родин. Було 38 помешкань
Расовий склад населення:
| - 100,0 % — білих |

До двох чи більше рас належало 0,0 %. Частка іспаномовних становила 0,0 % від усіх жителів.
За віковим діапазоном населення розподілялося таким чином: 19,5 % — особи молодші 18 років, 70,7 % — особи у віці 18—64 років, 9,8 % — особи у віці 65 років та старші. Медіана віку мешканця становила 53,5 року. На 100 осіб жіночої статі у місті припадало 86,4 чоловіків;  на 100 жінок у віці від 18 років та старших — 94,1 чоловіків також старших 18 років.
Цивільне працевлаштоване населення становило 8 осіб. Основні галузі зайнятості: виробництво — 87,5 %, роздрібна торгівля — 12,5 %.